# Esteghlal Ahvaz
Maillots
Le Esteghlal Ahvaz Football Club (en persan : باشگاه فوتبال استقلال اهواز), plus couramment abrégé en Esteghlal Ahvaz, est un club iranien de football fondé en 1948 et basé dans la ville d'Ahvaz.
Le club est l'un des plus anciens et l'un des plus populaires de la province du Khouzistan.

## Palmarès
| \| - Championnat d'Iran : - Vice-champion : 2006-2007. - Championnat d'Iran de deuxième division (1) : - Champion : 2001-2002. \| \| - Championnat d'Iran de troisième division (1) : - Champion : 2011-2012. \| |  |                                                                          |
| - Championnat d'Iran : - Vice-champion : 2006-2007. - Championnat d'Iran de deuxième division (1) : - Champion : 2001-2002.                                                                                      |  | - Championnat d'Iran de troisième division (1) : - Champion : 2011-2012. |

## Personnalités du club

### Présidents
| - Nasrollah Heibodi (? - 2002) - Ali Shafizadeh (2002 - 2006) - Shahram Shafizadeh (2006 - 2011) |  | - Safar Jamalpour (2011 - 2016) - Farshid Faraji (depuis 2016) |

### Entraîneurs
| - Bahram Atef (juillet 1993 - juin 2001) - Mehdi Monajati (juillet 2001 - 2002) - Jalal Cheraghpour (2002 - juin 2002) - Amir Ghalenoei (juillet 2002 - juin 2003) - Nasser Hejazi (juillet 2003 - juin 2004) - Luka Bonačić (juillet 2004 - 2005) - Martik Khatchatourian (2005) - Mahmoud Yavari (2005 - juin 2005) - Srđan Gemaljević (juillet 2005 - juin 2006) - Firouz Karimi (juillet 2006 - novembre 2007) - Majid Jalali (novembre 2007 - mai 2008) - Karim Boustani (juillet 2008 - août 2008) - Mahmoud Yavari (août 2008) |  | - Reza Ahadi (août 2008) - Akbar Misaghian (août 2008 - février 2009) - Khodadad Azizi (juin 2009 - septembre 2009) - Majid Bagherinia (2009) - Mohammad Ahmadzadeh (2009) - Mehdi Hasheminasab (2009) - Alireza Firouzi (2009 - septembre 2010) - Dariush Yazdi (septembre 2010 - janvier 2011) - Firouz Karimi (février 2011 - mars 2011) - Afshin Komaei (mars 2011) - Fereydoun Fazli (avril 2011) - Darioush Yazdi (avril 2011 - mai 2011) - Adel Hardani (juillet 2011 - novembre 2012) |  | - Masoud Norouzi (novembre 2012) - Ali Hanteh (novembre 2012 - juin 2013) - Davoud Mahabadi (juillet 2013 - juin 2014) - Darioush Yazdi (juillet 2014 - 2015) - Habib Khadirian (2015) - Fereydoun Hardani (2015) - Hossein Seyed-Salehi (2015) - Saber Mirghorbani (2015 - juin 2015) - Siavash Bakhtiarizadeh (juillet 2015 - octobre 2015) - Ali Hanteh (novembre 2015 - décembre 2015) - Siavash Bakhtiarizadeh (janvier 2016 - juin 2016) - Hamidreza Farzaneh (juillet 2016 - décembre 2016) - Siavash Bakhtiarizadeh (depuis janvier 2017) |